# Nathan H. Knorr
Nathan Homer Knorr (23. dubna 1905 Bethlehem – 8. června 1977) byl americký duchovní a třetí prezident Biblické a traktátní společnosti Strážná věž. Prezidentem byl jmenován v lednu 1942, kdy nahradil Josepha Franklina Rutherforda, který v této funkci působil od roku 1917. Knorr byl také členem vedoucího sboru svědků Jehovových od roku 1971.

## Život
Nathan Knorr se narodil ve městě Bethlehem v Pensylvánii. V 16 letech začal projevovat zájem o Mezinárodní badatele Bible. Roku 1922 opustil reformovanou církev. Pokřtěn byl 4. července 1923 jako badatel Bible po křestním proslovu Fredericka W. Franze, s nímž se Knorr spřátelil.

## Kariéra
Knorr se 6. září 1923 stal dobrovolníkem v ústředí Strážné věže v Brooklynu. V září 1932 se stal jejím vedoucím manažerem.
V lednu 1934 byl Knorr zvolen ředitelem kazatelského oddělení (Peoples Pulpit Association, nyní Watchtower Bible and Tract Society of New York, Inc). Roku 1935 se stal jejím viceprezidentem. V lednu 1942 se Knorr stal prezidentem Mezinárodní asociace badatelů Bible a korporací nyní známých jako Watch Tower Bible and Tract Society of Pennsylvania a Watchtower Bible and Tract Society of New York. Knorr se v roce 1953 oženil s Audrey Mock.

### Duchovní činnost
Knorr významně přispěl k činnosti Svědků Jehovových, přičemž se intenzivně zaměřil na vzdělávání. Během měsíce od jeho nástupu do úřadu byly učiněny opatření pro zahájení Pokročilého kurzu teokratické služby, školy, která se zaměřovala na biblický výzkum a veřejný projev. V září 1942 Knorr navrhl, aby Společnost zřídila další školu pro výcvik misionářů pro službu v zahraničí. Návrh byl jednomyslně schválen správní radou. První třída školy Gilead začala 1. února 1943.
Knorr zařídil vytvoření nových poboček v mnoha zemích. V roce 1942, kdy se stal prezidentem, bylo po celém světě 25 poboček. Do roku 1946 se navzdory druhé světové válce počet poboček zvýšil na 57. Během následujících 30 let se počet poboček zvýšil na 97.
Knorr zahájil kampaň na získávání nemovitostí v Brooklynu s cílem rozšířit světové ústředí organizace, rozšířil tiskařskou produkci po celém světě a zorganizoval sérii mezinárodních sjezdů, které ve 20. letech 20. století zastínily ty, které se konaly v Rutherfordu. Roku 1952 se při misjní cestě po Střední Americe setkal s Raymondem Franzem. V roce 1958 se na dvou newyorských stadionech, Yankee Stadium a Polo Grounds, shromáždilo více než 253 000 svědků na osmidenní sjezd, kde bylo pokřtěno více než 7000 lidí. Další velké sjezdy se konaly v USA, Kanadě a Německu.
Doktrína o nepřijímání krevních transfuzí byla také zavedena za Knorrova vedení.

#### Organizační úpravy
Od 1. října 1972 došlo k úpravám v dohledu nad sbory svědků Jehovových. Napsání publikace Aid to Bible Understanding (Pomoc k porozumění Bibli) vedlo k novému pochopení biblických zmínek o starších a „starších“ a zdá se, že to bylo pro denominaci katalyzátorem k úpravě její organizační struktury.  Revize organizační příručky Společnosti Strážná věž z roku 1972 vysvětlovala: „Je pozoruhodné, že Bible neříká, že v každém sboru byl pouze jeden ‚starší‘, jeden dozorce. Spíše naznačuje, že jich byla řada.“ Došlo tedy ke změně způsobu vedení odboček a sborů.
Dotčeno bylo i předsednictví vedoucího sboru. V prosinci 1975 přešla pravomoc nad svědky Jehovovými z prezidenta Společnosti Strážná věž na vedoucí sbor svědků Jehovových. Od ledna 1976 vedoucí sbor zřídil několik výborů, které dohlížely na vydávání, psaní, výuku, službu a personál. Knorr pracoval s novým uspořádáním, dokud ho nemoc krátce před smrtí nedonutila přestěhovat se ze světového ústředí v Brooklynu ve státě New York. Po Knorrově smrti v červnu 1977 ho na postu prezidenta korporace nahradil Frederick William Franz.

## Smrt
Knorr zemřel 8. června 1977 na mozkový nádor v hospicové péči na Watchtower Farms ve Wallkillu ve státě New York a na jejím hřbitově je také pohřben.

## Publikace
Mezi publikace používané svědky Jehovovými, které byly vydány během Knorrova působení, patří:
- „Celé Písmo je inspirováno Bohem a prospěšné“
- Časopis Probuďte se!, který nahradil časopis Útěcha
- From Paradise Lost to Paradise Regained
- "Let God Be True"
- "Make Sure Of All Things"
- Překlad nového světa Písma svatého